# 두색털 고양이

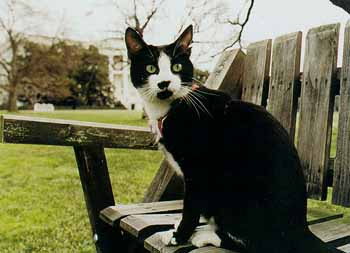
첼시 클린턴의 고양이 삭스(1989-2009)는 1993년부터 2001년까지 백악관에서 살았다. 삭스는 낮은 등급의 얼룩무늬를 가진 2색 고양이 또는 턱시도 고양이였다.

두색털 고양이(bicolor cat)는 흰 털을 가진 고양이로, 검은색이나 범무늬와 같은 다른 색의 털을 가지고 있다. 두색털 고양이에는 다양한 무늬가 있다. 터키시 반 패턴등 색이 다양하다.
검은 고양이의 얼굴, 발, 목, 가슴에만 중간 정도의 흰 반점이 있는 경우, 미국에서는 턱시도 고양이로 알려져 있다. 양색은 많은 고양이 품종에서 발견되며, 도메스틱 롱헤어와 도메스틱 쇼트헤어에서 흔하게 발견된다.
대부분 이색 고양이들은 아구티 유전자의 열성 대립 유전자와 함께 흰 반점 유전자가 존재하기 때문에 발생한다. 이와는 대조적으로, 얼룩 고양이는 털의 줄무늬를 생성하는 아구티 유전자를 가지고 있다. 아비시니안는 고우티 털을 갖고 있으며, 색깔 띠가 있다.
흰 반점은 어떤 범무늬에서도 나타날 수 있으며, 범무늬색과 흰색의 두 가지 색을 띤다. 색점(히말라야 무늬) 고양이들은 이색털을 가질 수 있지만, 이색털은 보이지 않는다. 두 가지 색점의 신체 흔적은 나이가 들수록 더 선명해지는데, 이는 고양이가 자라면서 몸의 털이 어두워지고 흰 반점이 더 잘 보이기 때문이다.
검은색과 흰색인 이색 고양이는 때때로 "까치"라고 불린다. 크림과 흰색의 두 가지 색을 가진 고양이가 가장 드문 반면, 검은색과 흰색 또는 파란색(회색)과 흰색이 가장 흔하다.